# Чемпионат мира по самбо 2015
Чемпионат мира по самбо 2015 года прошёл в городе Касабланка (Марокко) 12—16 ноября.

## Медалисты

### Мужчины
| Весовая категория | Золото                       | Серебро                             | Бронза                                                    |
| ----------------- | ---------------------------- | ----------------------------------- | --------------------------------------------------------- |
| до 52 кг          | Беймбет Канжанов · Казахстан | Тигран Киракосян · Армения          | Валерий Сороноков · Россия Саттор Эргашев · Узбекистан    |
| до 57 кг          | Вахтанг Чидрашвили · Грузия  | Акмалиддин Каримов · Таджикистан    | Аймерген Аткунов · Россия Владислав Бурдь · Беларусь      |
| до 62 кг          | Иван Анискевич · Беларусь    | Джавидан Гараев · Азербайджан       | Давлатжон Хамроев · Узбекистан Есет Куанов · Казахстан    |
| до 68 кг          | Никита Клецков · Россия      | Эмиль Гасанов · Азербайджан         | Леван Нахуцришвили · Грузия Сарбон Ерназаров · Узбекистан |
| до 74 кг          | Азамат Сидаков · Россия      | Амиль Гасымов · Азербайджан         | Степан Попов · Беларусь Виссарион Берулава · Грузия       |
| до 82 кг          | Сергей Ошлобану · Молдова    | Илья Кокович · Россия               | Алексей Ниженко · Украина Тежен Теженов · Туркменистан    |
| до 90 кг          | Альсим Черноскулов · Россия  | Иван Васильчук · Украина            | Андрей Казусёнок · Беларусь Хельге Молт · Германия        |
| до 100 кг         | Давид Лориашвили · Грузия    | Дмитрий Елисеев · Россия            | Ярослав Рытко · Украина Евгений Сёмочкин · Беларусь       |
| свыше 100 кг      | Артём Осипенко · Россия      | Набимухаммад Хоркашев · Таджикистан | Юрий Рыбак · Беларусь Бека Бердзенишвили · Грузия         |

### Женщины
| Весовая категория | Золото                        | Серебро                         | Бронза                                                   |
| ----------------- | ----------------------------- | ------------------------------- | -------------------------------------------------------- |
| до 48 кг          | Мария Гедес · Венесуэла       | Айгул Байкулева · Казахстан     | Мария Молчанова · Россия Арзуз Ялкапова · Туркменистан   |
| до 52 кг          | Мария Уиок · Украина          | Гаухар Турмаханова · Казахстан  | Марина Жарская · Беларусь Анна Харитонова · Россия       |
| до 56 кг          | Анастасия Валова · Россия     | Лора Фунье · Франция            | Анастасия Архипова · Беларусь Даниэла Хондю · Румыния    |
| до 60 кг          | Анастасия Шинкаренко · Россия | Екатерина Прокопенко · Беларусь | Паулэ Ситчепинг · Камерун Шорене Шорадзе · Грузия        |
| до 64 кг          | Анна Щербакова · Россия       | Татьяна Мацко · Беларусь        | Елена Сайко · Украина Баттугс Туменод · Монголия         |
| до 68 кг          | Ольга Захарцова · Россия      | Нино Одзелашвили · Грузия       | Йоханна Йлинен · Финляндия Дилдаш Курышбаева · Казахстан |
| до 72 кг          | Наталья Смаль · Украина       | Мадалина Пантеа · Румыния       | Анна Жижина · Россия Кристина Жуковец · Беларусь         |
| до 80 кг          | Светлана Тимошенко · Беларусь | Мария Оряшкова · Болгария       | Наталья Казанцева · Россия Ирене Леонидзе · Грузия       |
| свыше 80 кг       | Анна Балашова · Россия        | Елена Кебадзе · Грузия          | Елизавета Моисеенко · Беларусь Диоджо Ветио · Камерун    |

### Боевое самбо
Победитель соревнований в категории до 68 кг Арман Оспанов был дисквалифицирован за употребление запрещённых препаратов на 4 года и лишён медали.
| Весовая категория | Золото                        | Серебро                           | Бронза                                                        |
| ----------------- | ----------------------------- | --------------------------------- | ------------------------------------------------------------- |
| до 52 кг          | Алмас Сулейменов · Казахстан  | Амыр Бакрасов · Россия            | Сергей Чёрный · Украина Рахматжон Ахмедов · Узбекистан        |
| до 57 кг          | Марко Косев · Болгария        | Богдан Бабенко · Украина          | Эрнес Хайрапетян · Армения Ахмет Танрибердийев · Туркменистан |
| до 62 кг          | Веселин Иванов · Болгария     | Джоаш Уолкинс · Тринидад и Тобаго | Сергей Бобырь · Украина Орозбек Абтандил Уулу · Кыргызстан    |
| до 68 кг          | Арман Оспанов · Казахстан     | Рашад Мурадов · Россия            | Сергей Гречихо · Литва Абдылла Бабаев · Туркменистан          |
| до 74 кг          | Истам Кудратов · Узбекистан   | Темирлан Ихсангалиев · Казахстан  | Вадим Бурчак · Украина Баир Омокутев · Россия                 |
| до 82 кг          | Алексей Иванов · Россия       | Самат Жаныбек Уулу · Кыргызстан   | Максим Рындовский · Украина Саньяр Нематов · Узбекистан       |
| до 90 кг          | Вячеслав Василевский · Россия | Мариян Димитров · Болгария        | Жаныбек Аматов · Кыргызстан Себастьян Либебе · Франция        |
| до 100 кг         | Вадим Немков · Россия         | Анатолий Волошинов · Украина      | Исломжон Азимов · Узбекистан Атанас Джамбазов · Болгария      |
| свыше 100 кг      | Кирилл Сидельников · Россия   | Ли Сангсу · Республика Корея      | Дмитрий Побережец · Украина Мартин Маринков · Болгария        |

## Командный зачёт

### Женщины
1. Россия
2. Украина
3. Беларусь

### Мужчины
1. Россия
2. Грузия
3. Беларусь

### Боевое самбо
1. Россия
2. Болгария
3. Казахстан